# Vingen
Vingen är en dikt skriven av den svenska skådespelaren, manusförfattaren och dramatikern Kent Andersson.
Dikten framfördes upp för första gången på Folkteatern i Göteborg år 1982.

## Form och innehåll
Dikten består av ett antal korta rader fördelade på fyra stycken och med sammanlagt 139 ord. 
Diktens innehåll består av ett opersonligt diktjag som beskriver någonting som han/hon bevittnar. Dikten handlar om alla dem som går omkring med en vinge, en vinge som är en börda som vi måste smyga med. En vinge som andra säger till oss att vi inte kan flyga med. Dikten talar om de felfinnare som med sina pekpinnar pekar och säger ”Nej du kan väl inte flyga”. Trots detta, går alla med en vinge, en dröm, en längtan, en sång. Tanken att alla en dag kanske får flyga tillsammans, finns där.
Berättarperspektivet är ett allvetande utomstående tredjepersonsperspektiv som beskriver ett synsätt på vår verklighet. Temat i dikten tas fram genom en konsekvent användning av bildspråk och en negativ syn av verkligheten. Med ett inte alltför avancerat språk kan läsaren tolka innehållet utifrån sina egna språkliga associationer. Handlingen är uppbyggd med rak kronologi. Det finns en viss nedgång i texten, från en stark början till ett lugnare avslut.
Dikten har fyra strofer och genom hela dikten finns det en sorts rytm. I de två första stroferna förekommer inga rim vilket det däremot gör i de två sista stroferna. Där finns det ett antal rim då det exempelvis rimmas på vinge – finge och sång – gång. I första och andra strofen börjar första meningen med samma bokstav, även i sista strofen. Det är det som ger en sorts rytm till dikten.
”Vi går alla omkring med en vinge”, så lyder den första meningen i första och sista strofen, en upprepning som knyter ihop början och slut.
Det förekommer en hel del metaforer. De två första raderna ”Vi alla går omkring med en vinge som vi inte kan flyga med” är en metafor. Metaforen ”Vi går alla omkring med en vinge” återkommer och hela dikten bygger just på denna metafor. Dikten cirkulerar hela tiden runt denna vinge.